# Jazzie B
Trevor Beresford Romeo, ismertebb nevén Jazzie B (Hornsey, Egyesült Királyság 1963. január 25. –) brit lemezlovas és zenei producer, a Soul II Soul alapítója. A brit lovagrend tagja.

## Pályafutása
Szülei antiguai származásúak. Ő volt a 9. gyermek a 10 gyermek közül. Első koncertje 1977-ben volt, barátaival Jah Rico néven dolgozott, majd 1982-ben változtatták meg a csapat nevét Soul II Soul névre. A Soul II Soul név eredetileg egy összefoglaló név volt, mely a Camden lemezbolt, lemezkiadó, a hangrendszer amin játszottak, és maga a csapat neve is volt.
1985–1989 között a csapat gyakran fellépett az Afrika Centerben, ami Covent Gardenben található. A csapat első dalát, a "Fairplay" címűt itt vették fel, még mielőtt ismertek lettek volna. 2003-ban az Afrika Centerben eltöltött idő tiszteletére megjelent egy válogatásalbum "Soul II Soul At The Africa Centre" címmel. 
Ebben az időben Jazzie B a Kiss FM nevű kalózrádióban tevékenykedett 1997-ig, majd amikor sikerült sugárzási engedélyeket szerezni, 2009–2012 között dolgozott ott. 2014 óta a "Back 2 Life" cím rádióműsor házigazdája a BBC London 94.9 rádióállomáson, melyet a Mi-Soul nevű online rádió is átvesz. 
Jazzie B több dalt is remixelt különböző előadóknak, úgy mint az Incognito, Maxi Priest, James Brown, Kym Mazelle, Cheryl Lynn, Teena Marie, Johnny Gill, Ziggy Marley, Nas és a Destiny’s Child
Jazzie B a Kiemelt Művészek Koalíció alapító igazgatója.

## Családja
Felesége Efua Baker fitnesz szakértő, korábban zenész. Lánya Jessye színésznő, míg fia Mahlon Romeo a Millwall FC labdarúgója.

## Kitüntetések
2002-ben a "100 Great Black Britons" business kategóriájában szerepelt a neve.
2008-ban a brit lovagrend tagja lett, melyet II. Erzsébet brit királynő adott át neki.
2008. májusában elsőként kapta meg az Inspiration-díjat az Ivor Novello Díjkiosztón, úttörő munkájáért és mert „ő volt az, aki lélekkel töltötte meg a brit fekete zenét”.

## Diszkográfia

### Válogatásalbumok
- Jazzie B Presents Soul II Soul at the Africa Centre (Casual, 2003)
- Jazzie B Presents School Days: Life Changing Tracks From The Trojan Archives (Trojan, 2008)
- Masterpiece (Ministry of Sound, 2008)